# 152454 Darnyi
152454 Darnyi este un asteroid din centura principală de asteroizi.

## Descriere
152454 Darnyi este un asteroid din centura principală de asteroizi. A fost descoperit pe 3 noiembrie 2005 la Piszkesteto de Krisztián Sárneczky. Asteroidul prezintă o orbită caracterizată de o semiaxă mare de 2,31 ua, o excentricitate de 0,04 și o înclinație de 6,5° în raport cu ecliptica.